# Зееман, Питер
Пи́тер Зе́еман (нидерл. Pieter Zeeman; 25 мая 1865, Зоннемайре, Нидерланды — 9 октября 1943, Амстердам) — нидерландский физик, лауреат Нобелевской премии по физике в 1902 году, совместно с Хендриком Лоренцем, «за выдающиеся заслуги в исследованиях влияния магнетизма на радиационные явления».
Член Нидерландской королевской академии наук (1898), иностранный член Лондонского королевского общества (1921), Парижской академии наук (1933; корреспондент с 1921), член Папской академии наук (1936).

## Биография
Питер Зееман родился 25 мая 1865 года в деревне Зоннемайре (Схаувен-Дёйвеланд, провинция Зеландия) в семье Катаринуса Форандинуса Зеемана и его жены Вильгельмины Ворст.

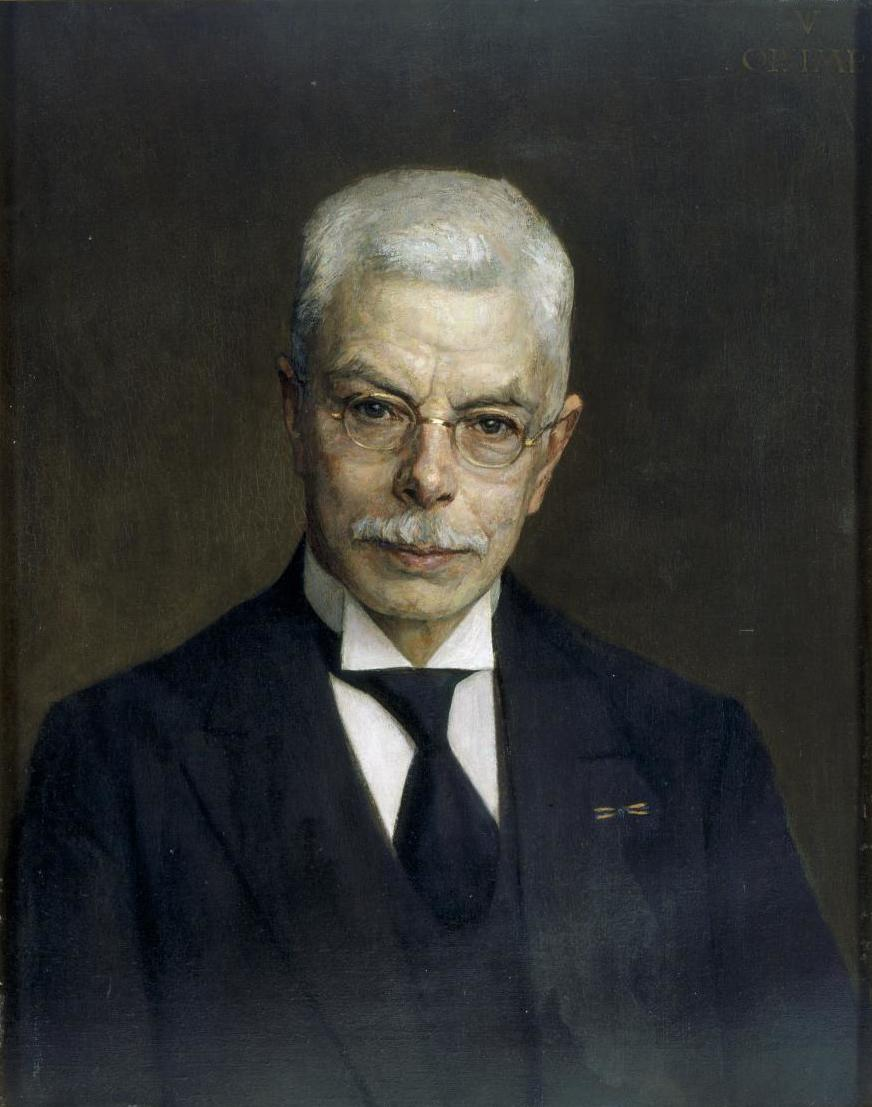
Питер Зееман
Портрет кисти Вета

Обучался в Лейденском университете под руководством Хейке Камерлинг-Оннеса и Хендрика Лоренца.
С 1890 года он начинает преподавать в Лейдене. В 1896 году исследует воздействие магнитного поля на спектральные линии источника излучения и открывает эффект, известный теперь под названием эффекта Зеемана. Открытие эффекта подтвердило верность теории электромагнитного излучения Х. Лоренца.
В 1900 году Зеемана назначили профессором физики в Амстердамском университете. В 1908 году он становится директором Института физики этого университета.
В 1921 году учёный получил медаль имени Генри Дрейпера. Один из кратеров на Луне назван в его честь кратером Зееман.
Питер Зееман умер 9 октября 1943 года в Амстердаме во время оккупации города Вермахтом в ходе Второй мировой войны.